# Nocciano
Nocciano est une commune de la province de Pescara dans la région Abruzzes en Italie.

## Administration
| Période                                  | Période  | Identité            | Étiquette | Qualité |
| ---------------------------------------- | -------- | ------------------- | --------- | ------- |
| 14 juin 2004                             | En cours | Roberto Di Gabriele |           |         |
| Les données manquantes sont à compléter. |          |                     |           |         |

### Hameaux
Collina, Fonteschiavo, Colle Maggio, Casali, Cerasa, Prato San Lorenzo

### Communes limitrophes
Alanno, Catignano, Cugnoli, Pianella, Rosciano